# Сенегалски турилик
Сенегалски турилик (Burhinus senegalensis) е вид птица от семейство Туриликови (Burhinidae).

## Разпространение и местообитание
Разпространен е в Ангола, Бенин, Буркина Фасо, Гамбия, Гана, Гвинея, Гвинея-Бисау, Джибути, Египет, Етиопия, Камерун, Кения, Демократична република Конго, Кот д'Ивоар, Либерия, Мали, Нигер, Нигерия, Сенегал, Сиера Леоне, Судан, Того, Уганда, Централноафриканската република, Чад и Южен Судан.